# Bjørn Carl Nielsen
Bjørn Carl Nielsen (født 1945) er en dansk oboist. Han har siden 1968 været solooboist i Radiosymfoniorkestret og er også en femtedel af den Danske Blæserkvintet. Han er desuden docent ved Det Kongelige Danske Musikkonservatorium. Derudover er han ofte jury til diverse konkurrencer, herunder P2s kammermusikkonkurrence og Øresundssolisten.
I 1991 modtog han Carl Nielsen og Anne Maria Carl-Nielsens legat.